# Gargaphia solani
Gargaphia solani är en insektsart som beskrevs av Heidemann 1914. Gargaphia solani ingår i släktet Gargaphia och familjen nätskinnbaggar. Inga underarter finns listade i Catalogue of Life.

## Bildgalleri

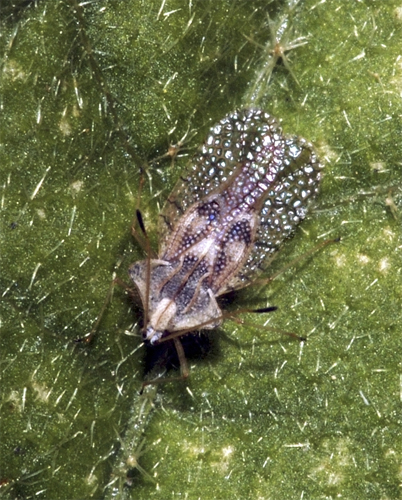